# Love, Death & Mussolini
Love, Death & Mussolini es una casete grabada por el músico inglés Steven Wilson bajo el nombre de Porcupine Tree. Es un recopilatorio de demos antiguas y cinco canciones grabadas en 1989. De las nueve canciones que conforman el trabajo, siete acabaron apareciendo en The Nostalgia Factory. Sólo fueron publicadas diez copias de este trabajo, lo que hace casi imposible su adquisición. Muchas de las letras del EP fueron escritas por Alan Duffy, un amigo de Steven Wilson y que fueron otorgadas a éste a modo de regalo.
En la casete se acreditan autores ficticios, cuyos nombres fueron inventados por Wilson a modo de broma, ya que Porcupine Tree fue creada como una parodia de los grupos de rock de los años '70.

## Lista de canciones

### Cara A
1. "Hymn" (Tree) - 1:22
2. "Footprints" (Tree, Duffy) - 5:56
3. "Linton Samuel Dawson" (Tree, Duffy) - 3:04
4. "And the Swallows Dance Above the Sun" (Tree, Duffy) - 4:12
5. "Queen Quotes Crowley" (St. Jemain) - 4:40

### Cara B
1. "No Luck With Rabbits" (Underspoon) - 0:47
2. "Begonia Seduction Scene" (Jemain, Tree) - 2:34
3. "Out" (Tree, Underspoon) - 8:59
4. "It Will Rain for a Million Years" (Tree, Underspoon) - 4:05

## Personal ficticio
- Porcupine Tree - Voz, bajo y guitarra eléctrica y acústica.
- Sir Tarquin Underspoon - Órgano, melotrón y teclados.
- Expanding Flan - Batería, percusión.
- Soloman St. Jemain - Guitarra glissando y voz en "Queen Quotes Crowley".
- Jc. Camillioni - Programación, efectos de sonido.

- Datos: Q6690053